# 전쟁박물관 (핀란드)
전쟁박물관(핀란드어: Sotamuseo)은 핀란드 헬싱키 수오멘린나 요새(Suomenlinna) 이소무스타사리(Isomustasaari) 섬에 위치한 박물관이다. 전쟁박물관에 핀란드 전쟁역사와 현대 핀란드 방위군을 전시하고있다. 핀란드 전쟁박물관은 1929년에 설립했다. 처음 개관한 때는 1930년 10월 18일이다. 전쟁박물관은 1948년부터 2016까지 헬싱키 크루누하카(Kruunuhaka)에 있는 전시회장에 위치했다. 2016년부터 수오멘린나에서 있는 전시장에 위치하고 있었다. 수오멘린나는 1991년 유네스코 세계문화유산으로 지정됐다. 박물관은 3개의 전시실이 있다. 이소무스타사리 섬에 전쟁 조련장과 대포 조련장이 있다. 수시사리에 잠수함 베시코가 있다.
2018년부터 전쟁박물관에서 ’핀란드 방위군 100년’을 전시하고 있었다. ’핀란드 방위군 100년’ 전시는 핀란드 독립(1917년 12월 6일)부터 현대까지 핀란드의 전쟁사를 제공하고 있다. 전쟁박물관 전쟁 조련장 전시는 핀란드 내전(핀란드어: Suomen sisällissota), 겨울 전쟁(핀란드어: Talvisota), 계속 전쟁(핀란드어: Jatkosota)과 라플란드 전쟁(핀란드어: Lapin sota)을 전시한다. 전쟁 조련장의 전시는 전쟁들이 일어난 원인과 전쟁 경을 잘 설명하고 있다. 대포 조련장에서 핀란드 방위군의 평시 작전(1950년대~현대)을 소개한다.
2010년부터 박물관의 과장이 해리 후스코(Harri Huusko)였다.

## 잠수함 베시코

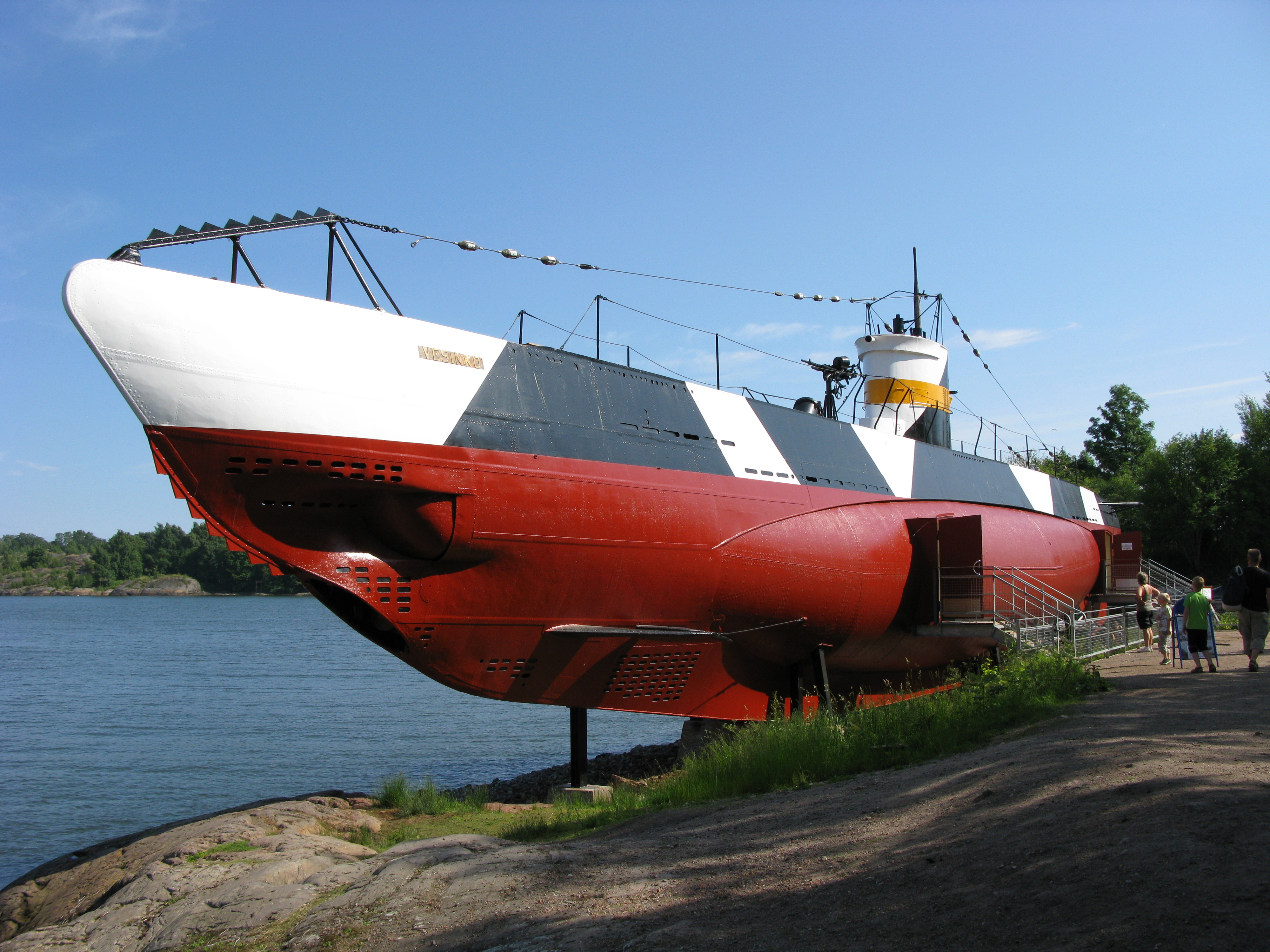
핀란드 잠수함 베시코 (Vesikko)

베시코(Vesikko)는 수오멘린나 수시사리에 위치한 잠수함 박물관이다. 잠수함 베시코는 핀란드 투르쿠의 크라이튼불칸(Crichton-Vulcan) 조선소에서 1933년에 진수시켰다. 1930년대에 핀란드는 총 5척의 잠수함을 구입했다(베테히넨, 버시히시, 이쿠-투르소, 베시코, 사우코). 잠수함들은 3척의 핀란드 신화 ’칼레발라’(Kalevala)를 따라 이름이 지어졌다(베테히넨, 버시히시, 이쿠-투르소). ’베시코’는 유럽밍크라는 뜻이다. ’사우코’도 작은 육수동물이라는 뜻이다. 겨울전쟁과 계속전쟁 동안(1939~1944)에 핀란드 방위군이 베시코를 사용하였다. 핀란드는 전쟁 후 잠수함 운용이 금지되었고 베시코는 박물관 선박으로 변할 때까지 보관됐다. 다른 핀란드 잠수함들이 다 1953년에 벨기에에 팔렸다. 잠수함 박물관의 처음 개관한 때는 1973년 7월 9일이다. 잠수함 박물관 베시코는 매년 5월부터 9월까지 열린다.

## 관람 정보
개장시간: 여름기간에 (5월 ~ 9월) 11:00 ~ 18:00 (입장마감 17:30). 겨울 기간에 (10월 ~ 4월) 11:00 ~ 16:30 (입장마감 16:00).
휴일: 겨울기간에 매주 화요일.
입장료: 어른: 7 유로, 학생과 노약자: 4 유로, 어린이: 무료. 박물관에서 표를 사면 총 3개의 박물관에 입장할 수 있다 (전쟁 조련장, 대포 조련장, 잠수함 베시코).
교통: 카우파토리(Kauppatori)에 수오멘린나 요새로 가는 페리를 탈수 있다. 페리를 타면 카우파 광장부터 수오멘린나까지 가기는 15분 정도가 소요된다.

## 사진

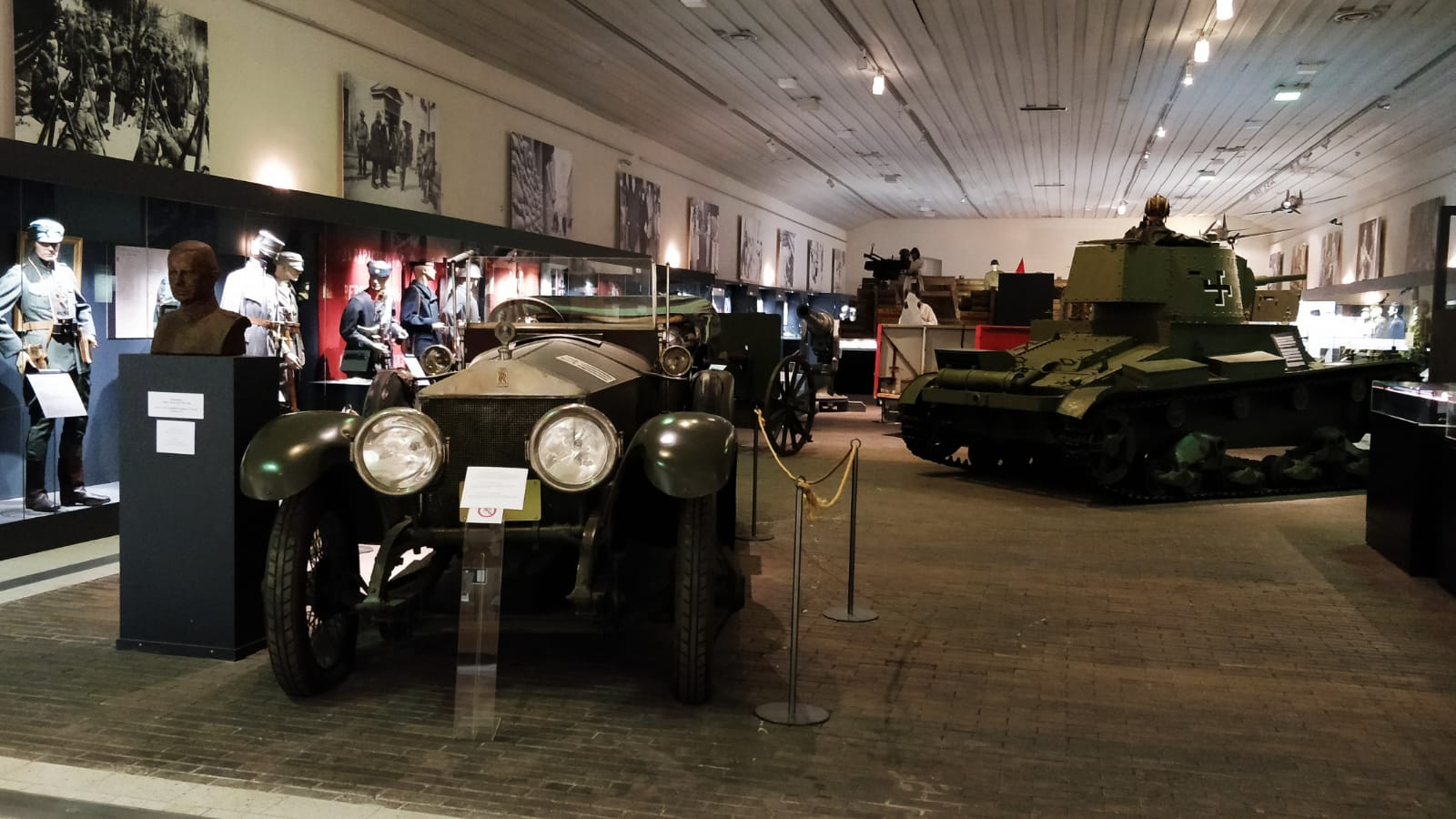
전쟁 조련장 아내
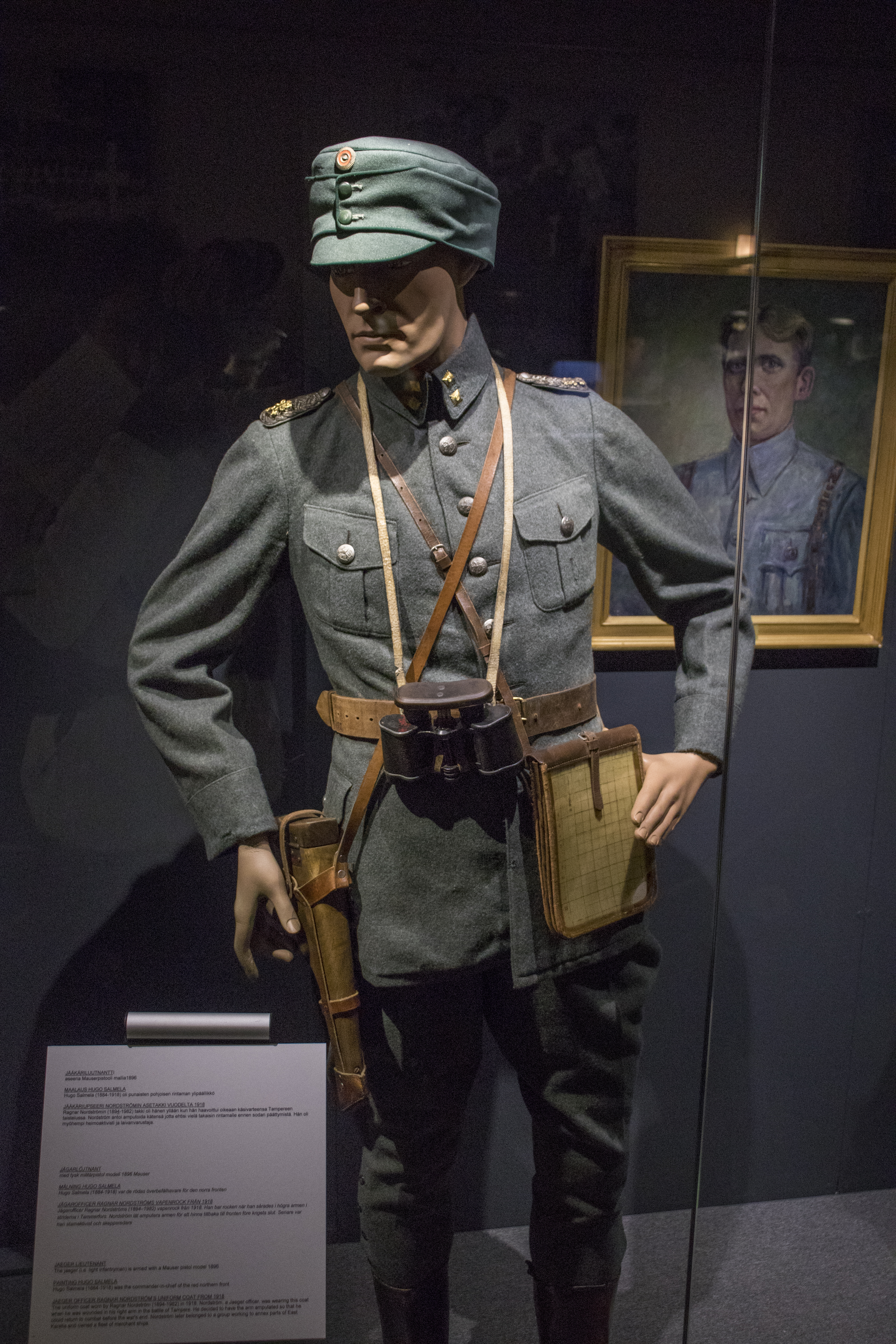
핀란드 예거(핀란드어 Jääkäri)의 유니폼
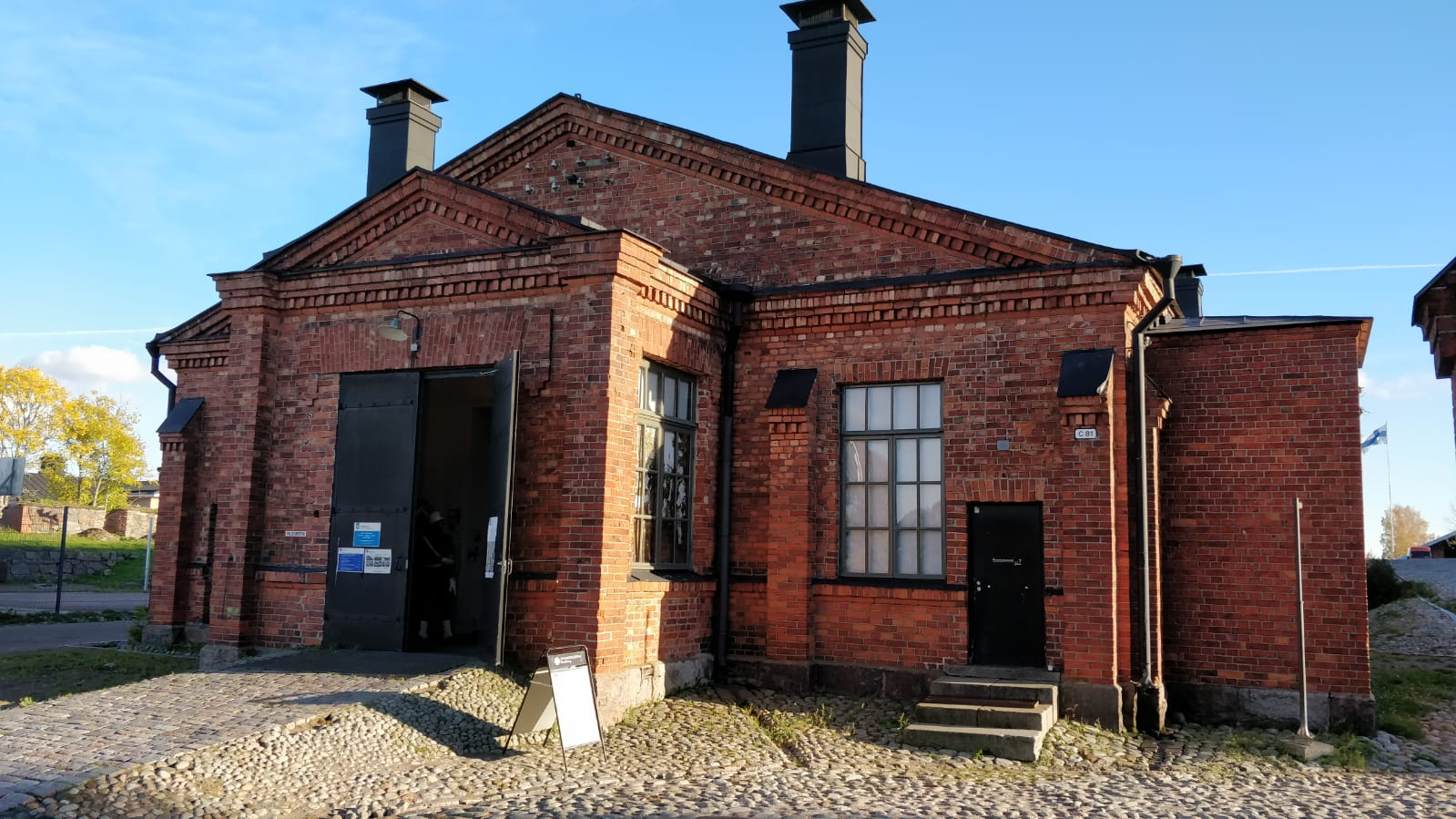
대포 조련장 입구
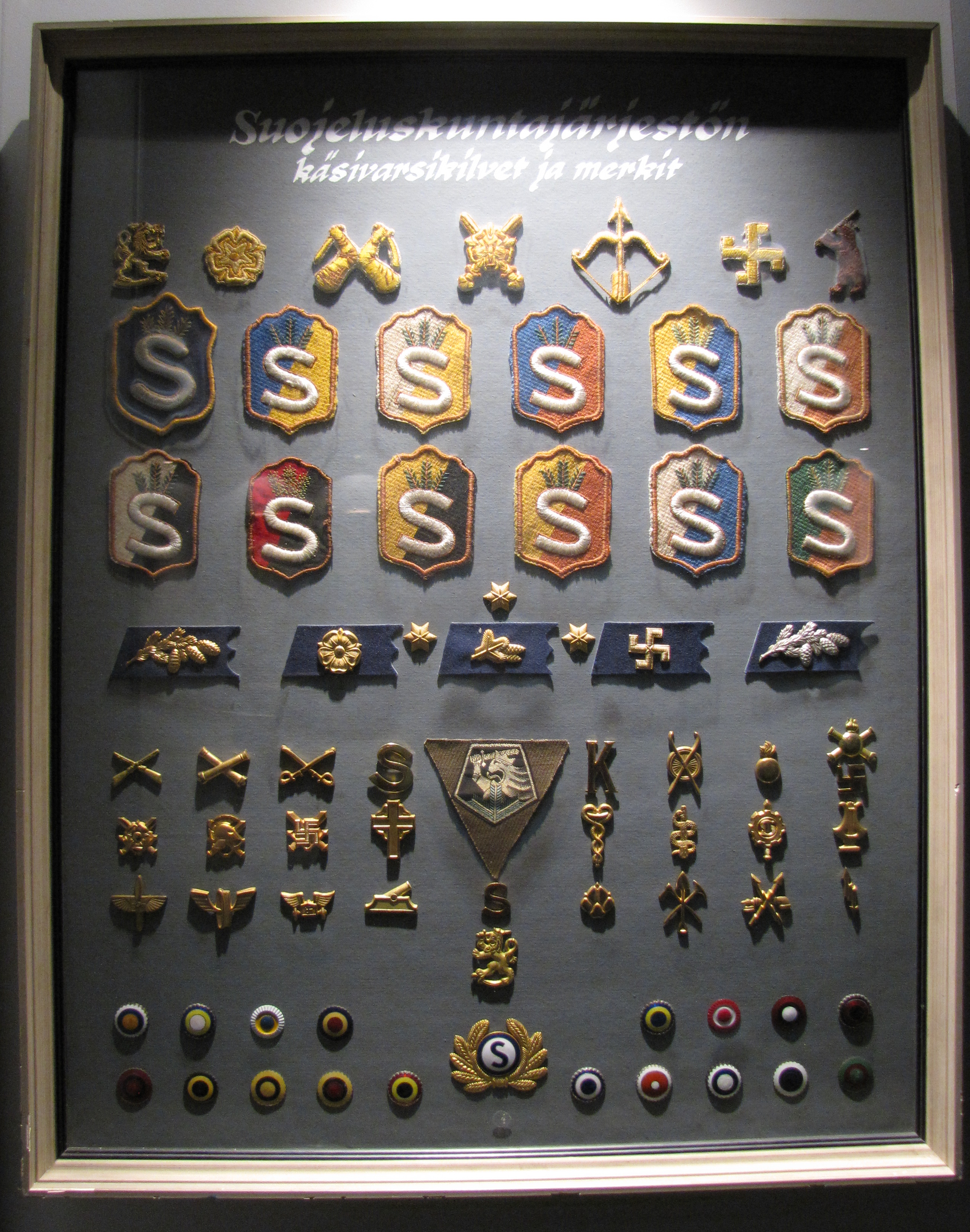
시민위병(Suojeluskunta)의 휘장